# St. Michael (Albersrieth)

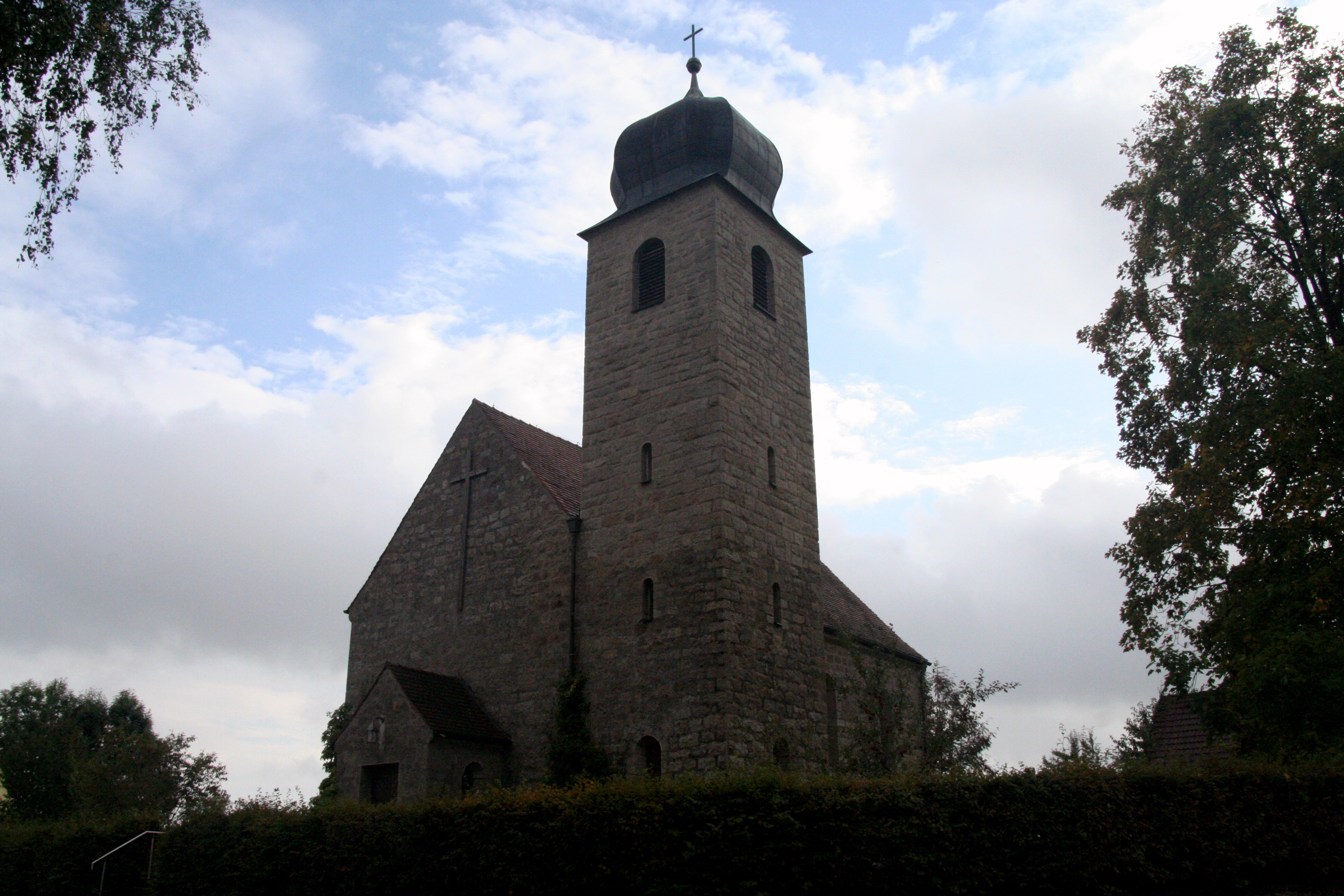
Filialkirche St. Michael in Albersrieth

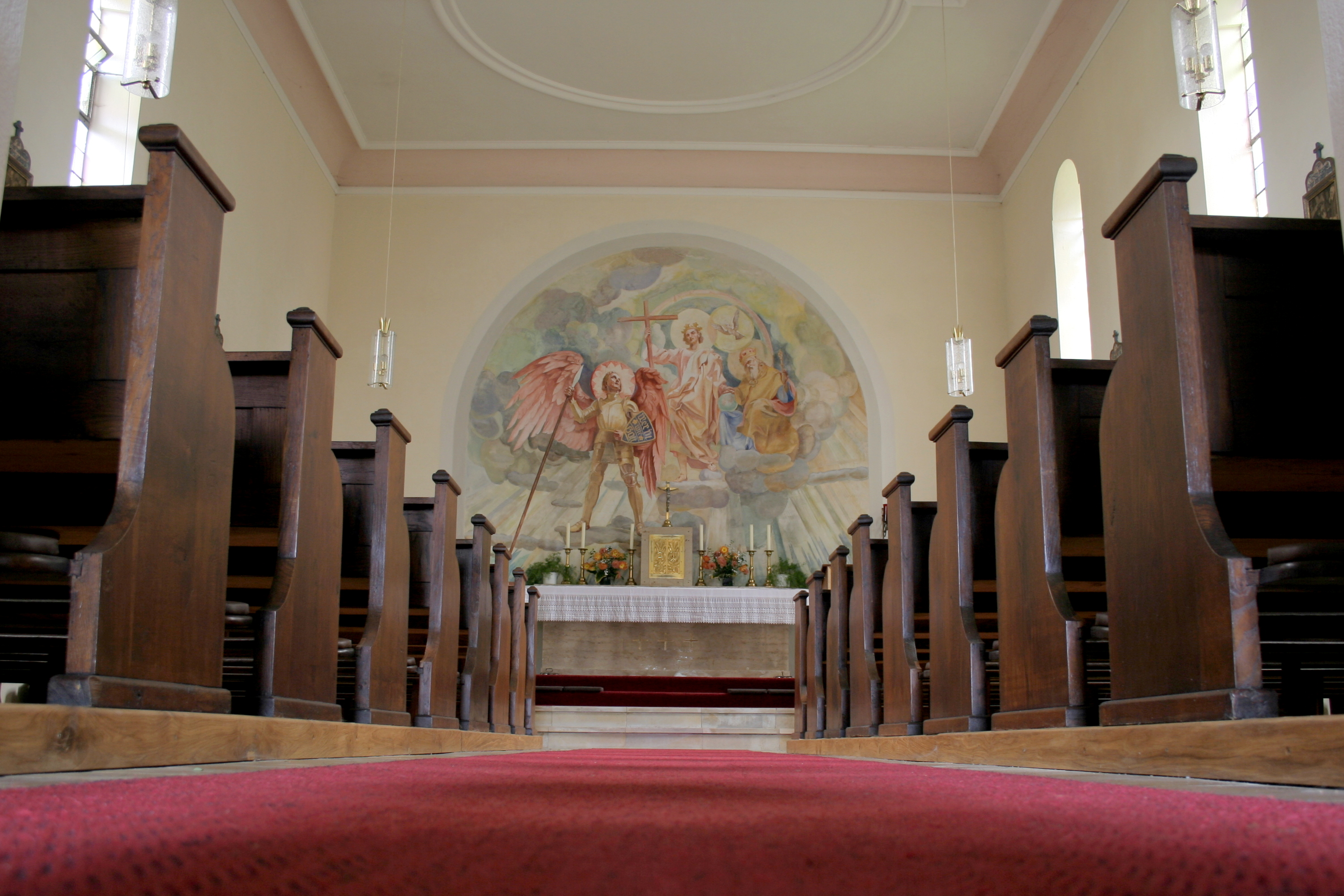
Innenansicht der Filialkirche St. Michael

Die denkmalgeschützte römisch-katholische Filialkirche St. Michael liegt im oberpfälzischen Albersrieth, einem Stadtteil von Waldthurn (Albersrieth 17). Die Kirche ist dem Erzengel Michael geweiht, dessen Patrozinium jährlich am 29. September gefeiert wird.

## Geschichte
Die Gründung dieser Kapelle hängt mit dem Schulneubau in Albertsrieth zusammen. 1924 beginnt der Unterricht im neuen Schulgebäude für die Kinder von Albertsrieth, Lindnermühle, Vizmühle, Remmelberg und Schammesrieth. Am 11. Oktober 1924 wurde vom bischöflichen Ordinariat Regensburg die Erlaubnis erteilt, im Lehrmittelzimmer der Schule die Messe zu feiern. Die beengten Verhältnisse führten dazu, dass Überlegungen für einen Kapellenneubau angestellt wurden.
Am 16. Januar 1933 wurden der Kapellenbauverein Albersrieth gegründet, eine Satzung erlassen und Ökonomierat Johann Weig von Albersrieth zum Vorsitzenden gewählt. Er und Pfarrer Georg Haller hatten für die kommenden Jahre die Verantwortung den Bau der Kapelle übernommen. Am 2. März 1934 wurde der Kapellenbauverein beim Amtsgericht Vohenstrauß ins Vereinsregister eingetragen. Nachdem am 11. Februar 1935 die Witwe Maria Bodensteiner (Vizbauer) gegen Grundtausch zehn Dezimal Baugrund gegenüber der Schule zur Verfügung gestellt hatte, begann am 3. April 1935 mit Hand- und Spanndiensten der Bau der Kapelle. Am Steinbühl wurde der für die Kapelle benötigte Granit freigelegt und man konnte mit dem Steinebrechen anfangen. Im Juni 1935 wurde der Baugrund ausgehoben und das Bauholz herbeigeschafft. Der Planzeichner war der Regensburger Baumeister Wirthensohn. Am 21. Oktober 1935 erfolgten die Baugenehmigung und zugleich die Grundsteinlegung. Die Bauarbeiten erledigte die Firma Gollwitzer aus Waldthurn, die Zimmermannsarbeiten die Firma Riedlbauer aus Oberlind.
Bereits 1936, wenige Tage vor Schulbeginn, konnte die Kirche von Pfarrer Georg Haller vorläufig benediziert werden, allerdings noch mit einem hölzernen Altar aus dem Schulgebäude. 1937 wird ein Marmoraltar errichtet, im gleichen Jahr brachte der Kunstmaler Wilhelm Vierling aus Weiden das Altarbild mit dem Erzengel Michael als Fresko an der Wand hinter dem Altar an.
Am 24. Juni 1938 wurde die Kirche von Erzbischof Michael Buchberger eingeweiht. Der Turmbau wurde wegen der hohen Zahlungslast zurückgestellt und konnte erst 1950 vollendet werden. Zum 50-jährigen Jubiläum wurden 1988 umfangreiche Renovierungsmaßnahmen durchgeführt, die durch Spenden finanziert wurden. Da seit 1971 die Schule in Albertsrieth geschlossen ist, entfiel die Schulmesse, stattdessen wird alle drei Wochen am Freitag eine Abendmesse gelesen.

## Kirchengebäude
Die Filialkirche ist eine Saalkirche mit einem Steildach und einer segmentbogenartiger Chorapsis. Der seitwärts gestellte Flankenturm wird mit einer Zwiebelhaube abgeschlossen. Die Kirche ist aus Bruchsteinquadern gemauert.